# 中津川市消防本部
中津川市消防本部（なかつがわししょうぼうほんぶ）は、岐阜県中津川市の消防部局（消防本部）。管轄区域は中津川市全域。

## 概要
- 消防本部：中津川市かやの木町1-10
- 管内面積：676.38km2
- 職員定数：112人
- 消防署3カ所、分署3カ所
- 主力機械（2019年4月1日現在）
  - 普通消防ポンプ自動車：2
  - 水槽付消防ポンプ自動車：6
  - 屈折はしご付消防自動車：1
  - 化学消防自動車：1
  - 救急自動車：9
  - 救助工作車：2
  - 指揮車 : 5
  - 小型動力ポンプ付水槽車：2
  - その他：11

## 沿革
- 1949年5月1日 - 中津川市消防本部を設置する。
- 1950年4月1日 - 中津川市消防署を設置する。
- 1975年8月7日 - 消防本部・消防署現庁舎が竣工する。
- 1996年2月15日 - 坂本分署が竣工する。
- 2005年2月13日 - 恵那郡川上村、坂下町、福岡町、加子母村、付知町、蛭川村及び長野県木曽郡山口村を編入する。
  - 川上村、坂下町、福岡町、加子母村及び付知町が設立していた一部事務組合の恵北消防組合が合併前日をもって解散し、中津川市に承継する。恵北消防組合消防本部を北消防署とする。
  - 山口村は、広域連合の木曽広域連合を合併前日をもって脱退し、合併時から中津川市消防本部の管轄区域とする。
  - 旧蛭川村の区域においては、恵那市に消防事務の委託を継続する。
  - 坂本分署が西消防署に昇格し、中津川市消防署を中消防署に改称する。
- 2007年3月31日 - 旧蛭川村の区域の恵那市への消防事務委託が終了する。
- 2007年4月1日 - 旧蛭川村の区域の消防事務を中津川市が開始する。

## 組織
- 本部 - 消防総務課、警防課、予防課、救急課、通信指令課
- 消防署

## 消防署
| 消防署   | 住所           | 分署                 |
| -------- | -------------- | -------------------- |
| 中消防署 | かやの木町1-10 | 坂下：坂下1410-9     |
| 西消防署 | 茄子川1785-36  | 蛭川：蛭川2207-4     |
| 北消防署 | 田瀬1836-1     | 加子母：加子母3693-2 |

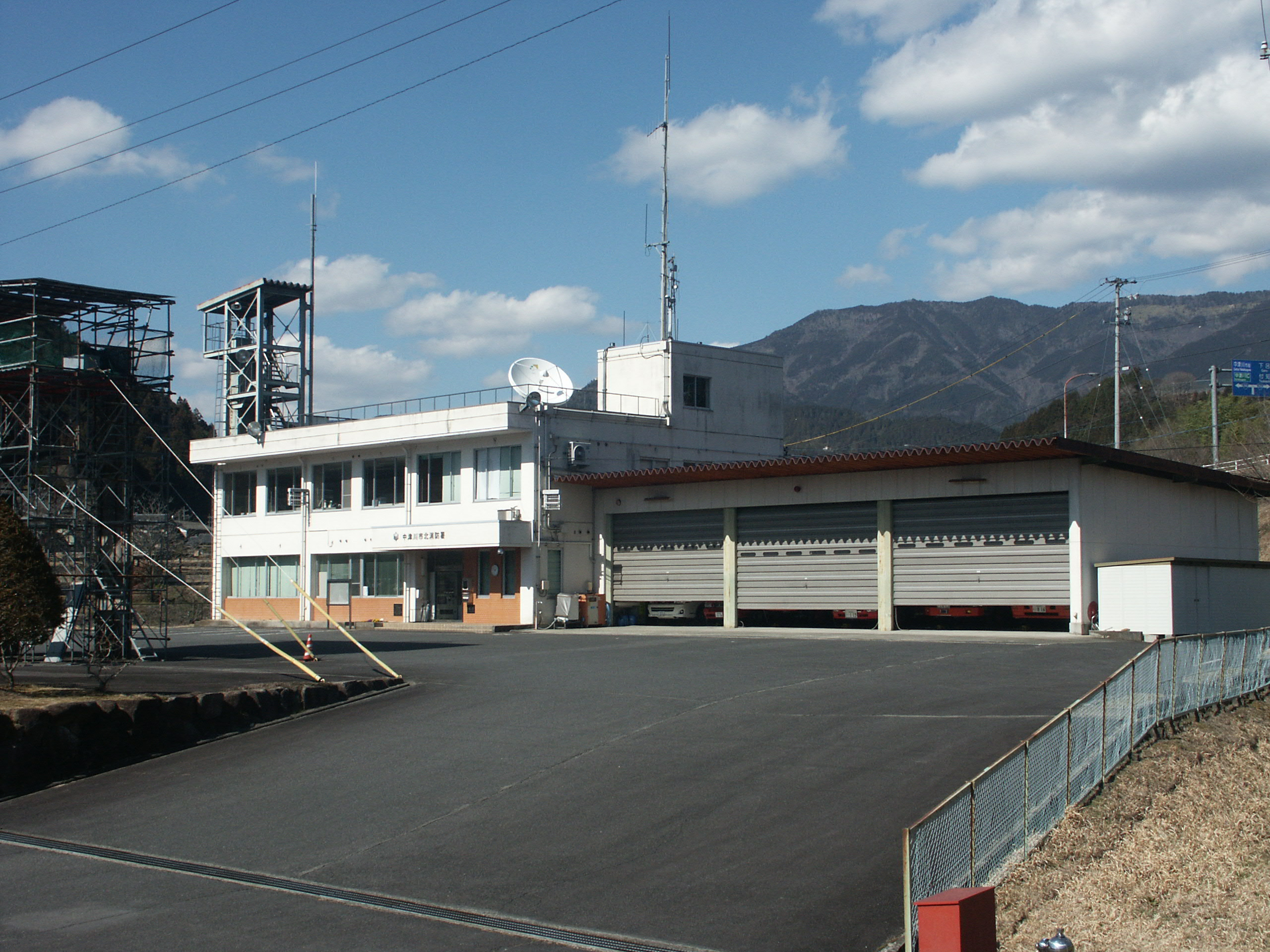
北消防署
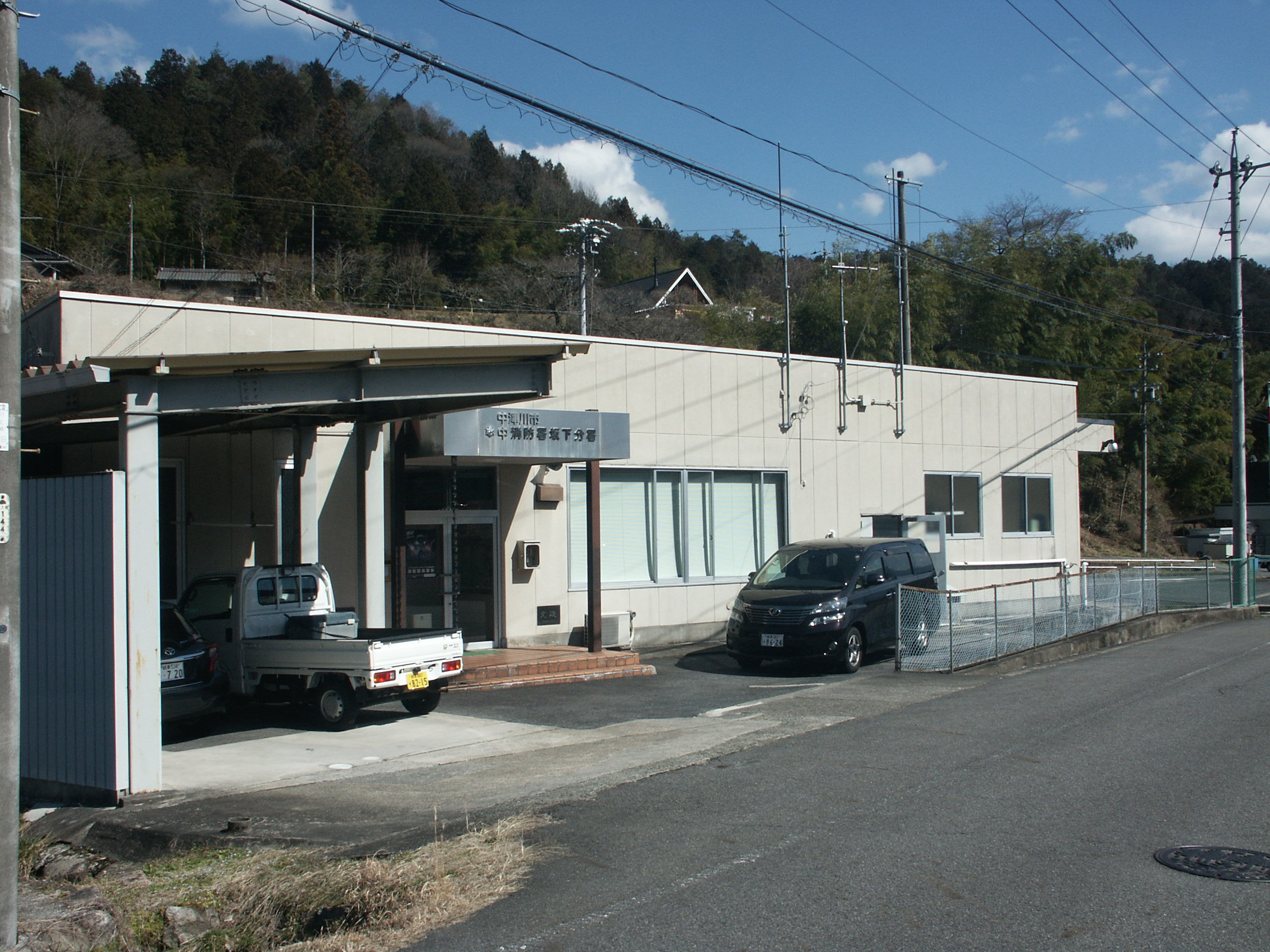
中消防署坂下分署
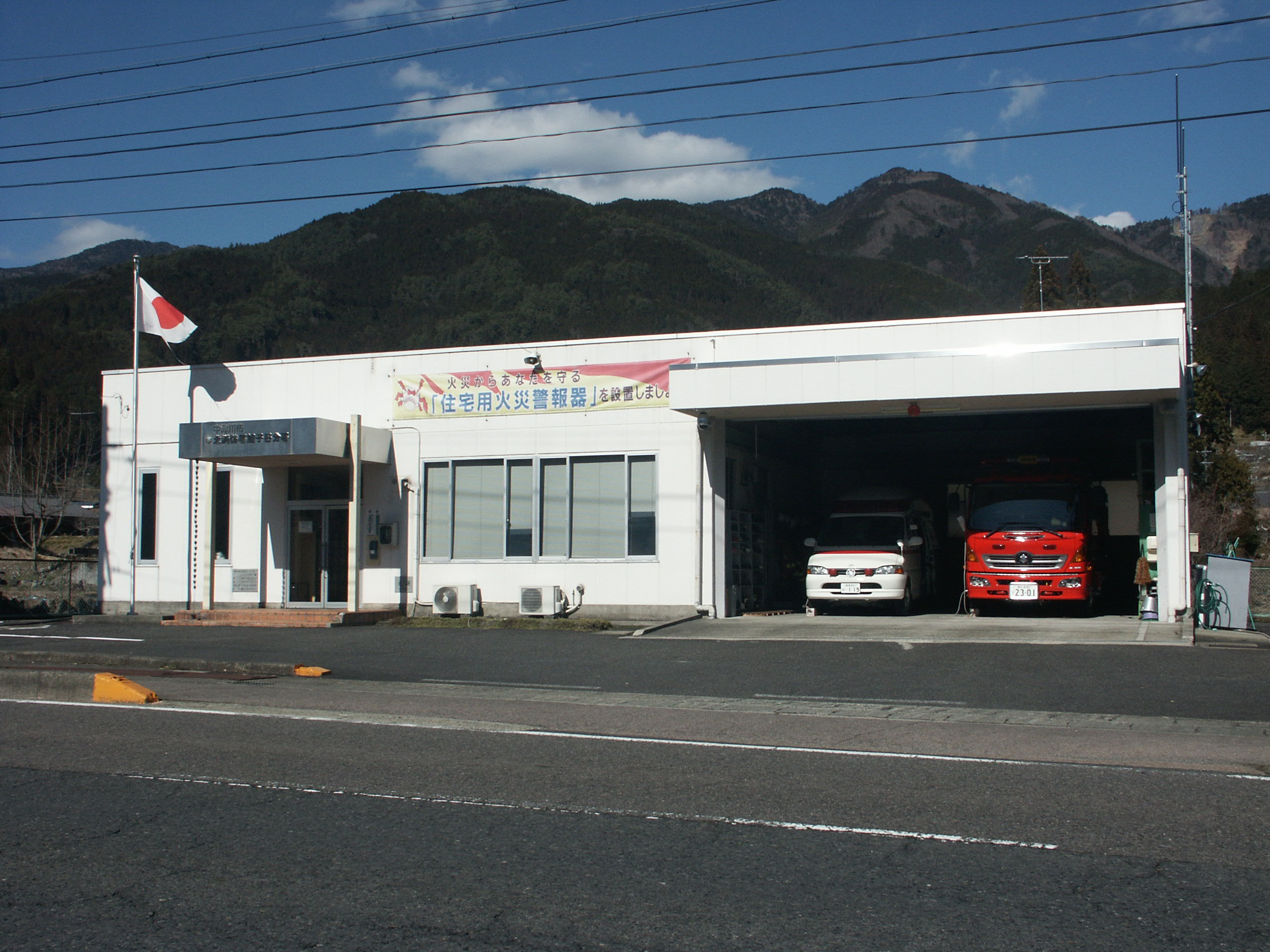
北消防署加子母分署